# Héctor Medrano
Héctor Medrano (* 29. März 1967 in Uruapan, Michoacán) ist ein mexikanischer Fußballtrainer und ehemaliger Spieler auf der Position des Verteidigers.

## Leben

### Spieler
Sein erstes Spiel in der mexikanischen Primera División bestritt Medrano am 29. November 1987 im Dress der Correcaminos de la UAT bei ihrer 0:2-Niederlage im Gastspiel beim CF Atlante. Bereits drei Wochen später gelang ihm sein erstes (und zugleich einziges!) Erstligator beim 4:1-Heimsieg gegen die Tigres de la UANL am 20. Dezember 1987, als ihm der Treffer zum 3:0 in der 77. Minute gelungen war. Nach nur einer Spielzeit bei den Correcaminos, zu denen er noch einmal für die Saison 1994/95 zurückkehrte, wechselte er zu Atlas Guadalajara, bei dem er zwischen 1988 und 1992 unter Vertrag stand.
Sein letztes Erstligaspiel bestritt Medrano am 4. Mai 1997 für Atlético Celaya bei deren 2:3-Auswärtsniederlage gegen Santos Laguna.

### Trainer
Am Ende der Saison 2008/09 der alten Primera División 'A' setzte Medrano sich mit der von ihm betreuten Mannschaft der Gallos Blancos de Querétaro gegen den Mérida FC durch und gewann die Zweitligameisterschaft und somit den Aufstieg ins Fußballoberhaus. Mit der Aufstiegsmannschaft hatte er dann zu Beginn der Apertura 2009 sein bisher einziges Engagement als Cheftrainer bei einem Verein der mexikanischen Primera División. Doch nach fünf Spielen ohne Sieg und mit nur zwei Remis wurde er im Anschluss an die 1:2-Heimniederlage gegen Atlante am 26. August 2009 entlassen.
Im März 2010 wurde Medrano als Cheftrainer der Leones Negros de la UdeG verpflichtet, für die er bis zu seinem Rücktritt Ende November 2011 in der Liga de Ascenso tätig war.